# Michael Lampert (Eishockeyspieler)
Michael Lampert (* 17. Juli 1972 in Höchst) ist ein österreichischer Eishockeyspieler, -trainer und -funktionär.

## Karriere als Spieler
Michael Lampert kommt aus dem Nachwuchs des VEU Feldkirch, für den von 1989 bis 2000 in der Seniorenmannschaft spielte.
Mit der VEU Feldkirch wurde er mehrmals Österreichischer Meister, gewann die European Hockey League 1997/98 und den IIHF Super Cup 1998. Nach einem Wechsel zum EHC Linz und einer Saison beim EHC Lustenau spielte er ab 2002 erneut bis 2012 für die VEU Feldkirch. Nach dem Ende seiner (Profi-)Karriere spielte er – neben seinen Ämtern beim VEU Feldkirch – ab 2013 mit dem HC Rankweil in der fünftklassigen 3. Liga des Schweizer Eishockeyverband.
International spielte er mit der österreichischen Eishockeynationalmannschaft bei den Olympischen Winterspielen 1998 und bei der Eishockey-Weltmeisterschaft 1998.

## Weitere Karriere
Michael Lampert war zunächst von 2010 bis 2012 Cheftrainer der VEU Feldkirch. Im August 2012 wurde er Geschäftsführer des Klubs und verpflichtete den Slowaken Ivan Dornic als Cheftrainer. Im Januar 2013 übernahm er erneut zusätzlich das Amt des Cheftrainers, während Dornic zum Assistenztrainer degradiert wurde.
Von 2013 bis 2015 war er weiter Geschäftsführer des Vereins, ehe er im Mai 2015 die Funktionen als Trainer, Geschäftsführer und Sportlicher Leiter bei der VEU übernahm.